# Antilophia
Antilophia es un género de aves paseriformes de la familia Pipridae que agrupa a dos especies nativas de América del Sur, donde se distribuyen principalmente en las mesetas del interior de Brasil y las zonas limítrofes de Paraguay y Bolivia. A sus miembros se les conoce por el nombre popular de saltarines, y también bailarines o soldaditos.

## Etimología
El nombre genérico femenino «Antilophia» se compone de las palabras del latín «antios» que significa ‘diferente’, y «lophoeis» que significa ‘de cresta’.

## Características
Las dos especies de este género son saltarines relativamente grandes, miden 14,5 cm de longitud, hermosos, con sus expresivas crestas frontales rojas curvadas hacia adelante y sus largas colas. Andan más alto en relación con el suelo que la mayoría de los otros saltarines y, como no son particularmente tímidos, son más fáciles de observar. No parecen presentar una exhibición organizada como otros de su familia.

## Taxonomía
Los estudios de filogenia molecular de Tello et al (2009) y McKay et al (2010), verificaron la existencia de dos clados bien diferenciados dentro de la familia Pipridae: uno llamado de subfamilia Neopelminae, agrupando a los saltarines más asemejados a atrapamoscas de los géneros Neopelma y Tyranneutes; y los restantes géneros llamados de «saltarines propiamente dichos», incluyendo el presente Antilophia, en un clado monofilético Piprinae Rafinesque, 1815. Esto fue plenamente confirmado por los amplios estudios de filogenia molecular de los paseriformes subóscinos realizados por Ohlson et al (2013). El Comité de Clasificación de Sudamérica (SACC) adopta esta última división y secuencia linear de los géneros, a partir de la aprobación de la Propuesta N° 591. La clasificación Clements Checklist v.2017, el IOC, y el Comité Brasileño de Registros Ornitológicos (CBRO) adoptan integralmente esta secuencia y división (el CBRO divide en tres subfamilias, siguiendo a Tello et al. (2009), y coloca al presente en una subfamilia Ilicurinae Reichenbach, 1850.
Los estudios genéticos utilizando un amplio muestreo de taxones y genes (Silva et al. 2018, Harvey et al. 2020, Leite et al. 2021, Zhao et al. 2022) han demostrado que el presente género se encuentra embutido dentro del género Chiroxiphia, que de esta forma sería parafilético. Con base en estas evidencias, el Comité de Clasificación de Sudamérica (SACC) en la Propuesta No 975 aprobó la fusión de Antilophia dentro de Chiroxiphia, transformándose en un sinónimo de este último género.

## Lista de especies
Según las clasificaciones del Congreso Ornitológico Internacional (IOC), y Clements Checklist, el género agrupa a las siguientes especies con el respectivo nombre popular de acuerdo con la Sociedad Española de Ornitología (SEO):
| Imagen | Nombre científico     | Autor                | Nombre común        | Estado de conservación | Distribución |
| ------ | --------------------- | -------------------- | ------------------- | ---------------------- | ------------ |
|        | Antilophia galeata    | (Lichtenstein, 1823) | saltarín de yelmo   | LC                     |              |
|        | Antilophia bokermanni | Coelho & Silva, 1998 | saltarín de Araripe | CR                     |              |